# 16e cérémonie des San Diego Film Critics Society Awards
La 16e cérémonie des San Diego Film Critics Society Awards, décernés par la San Diego Film Critics Society, a eu lieu le 14 décembre 2011, et a récompensé les films réalisés dans l'année.

## Palmarès

### Meilleur film
- The Artist
  - Drive
  - Hugo Cabret (Hugo)
  - Minuit à Paris (Midnight in Paris)
  - The Tree of Life

### Meilleur réalisateur
- Nicolas Winding Refn pour Drive
  - Woody Allen pour Minuit à Paris (Midnight in Paris)
  - Michel Hazanavicius pour The Artist
  - Terrence Malick pour The Tree of Life
  - Martin Scorsese pour Hugo Cabret (Hugo)

### Meilleur acteur
- Michael Shannon pour le rôle de Curtis LaForche dans Take Shelter
  - George Clooney pour le rôle de Matt King dans The Descendants
  - Jean Dujardin pour le rôle de George Valentin dans The Artist
  - Brendan Gleeson pour le rôle de Gerry Boyle dans L'Irlandais (The Guard)
  - Brad Pitt pour le rôle de Billy Beane dans Le Stratège (Moneyball)

### Meilleure actrice
- Brit Marling pour le rôle de Rhoda Williams dans Another Earth
  - Viola Davis pour le rôle d'Aibileen Clark dans La Couleur des sentiments (The Help)
  - Elizabeth Olsen pour le rôle de Martha dans Martha Marcy May Marlene
  - Tilda Swinton pour le rôle d'Eva Khatchadourian dans We Need to Talk about Kevin
  - Michelle Williams pour le rôle de Marilyn Monroe dans My Week with Marilyn

### Meilleur acteur dans un second rôle
- Nick Nolte pour le rôle de Paddy Conlon dans Warrior
  - Albert Brooks pour le rôle de Bernie Rose dans Drive
  - Christopher Plummer pour le rôle de Hal dans Beginners
  - Andy Serkis pour le rôle de César dans La Planète des singes : Les Origines (Rise of the Planet of the Apes)
  - Max von Sydow pour le rôle du locataire dans Extrêmement fort et incroyablement près (Extremely Loud and Incredibly Close)

### Meilleure actrice dans un second rôle
- Shailene Woodley pour le rôle d'Alex King dans The Descendants
  - Bérénice Bejo pour le rôle de Peppy Miller dans The Artist
  - Jessica Chastain pour le rôle de Celia Foote dans La Couleur des sentiments (The Help)
  - Mélanie Laurent pour le rôle d'Anna dans Beginners
  - Carey Mulligan pour le rôle de Sissy dans Shame

### Meilleure distribution
- Harry Potter et les Reliques de la Mort – 2e partie (Harry Potter and the Deathly Hallows – Part 2)
  - Carnage
  - La Couleur des sentiments (The Help)
  - Margin Call
  - Minuit à Paris (Midnight in Paris)

### Meilleur scénario original
- Minuit à Paris (Midnight in Paris) – Woody Allen
  - 50/50 – Will Reiser
  - The Artist – Michel Hazanavicius
  - Beginners – Mike Mills
  - Les Winners (Win Win) – Thomas McCarthy et Joe Tiboni

### Meilleur scénario adapté
- Le Stratège (Moneyball) – Steven Zaillian et Aaron Sorkin
  - The Descendants – Alexander Payne, Nat Faxon et Jim Rash
  - Drive – Hossein Amini
  - Harry Potter et les Reliques de la Mort – 2e partie (Harry Potter and the Deathly Hallows – Part 2) – Steve Kloves
  - Hugo Cabret (Hugo)  – John Logan

### Meilleurs décors
- Hugo Cabret (Hugo) – Dante Ferretti
  - The Artist – Laurence Bennett
  - Harry Potter et les Reliques de la Mort – 2e partie (Harry Potter and the Deathly Hallows – Part 2) – Stuart Craig
  - Minuit à Paris (Midnight in Paris) – Anne Seibel
  - The Tree of Life – Jack Fisk

### Meilleure photographie
- The Tree of Life – Emmanuel Lubezki
  - The Artist – Guillaume Schiffman
  - Drive – Robert Richardson
  - Hugo Cabret (Hugo) – Manuel Alberto Claro
  - Take Shelter – Adam Stone

### Meilleur montage
- Beginners – Olivier Bugge Coutté
  - The Artist – Anne-Sophie Bion et Michel Hazanavicius
  - Drive – Mat Newman
  - Hugo Cabret (Hugo) – Thelma Schoonmaker
  - The Tree of Life – Hank Corwin, Jay Rabinowitz, Daniel Rezende, Billy Weber (en) et Mark Yoshikawa

### Meilleure musique de film
- Harry Potter et les Reliques de la Mort – 2e partie (Harry Potter and the Deathly Hallows: Part 2) – Alexandre Desplat
  - The Artist – Ludovic Bource
  - Extrêmement fort et incroyablement près (Extremely Loud and Incredibly Close) – Alexandre Desplat
  - Hugo Cabret (Hugo) – Howard Shore
  - The Tree of Life – Alexandre Desplat

### Meilleur film en langue étrangère
- Le quattro volte •  Italie
  - L'Heure du crime (La doppia ora) •  Italie
  - Happy Happy (Sykt lykkelig) •  Norvège
  - Des hommes et des dieux •  France
  - Un chic type (En ganske snill mann) •  Norvège

### Meilleur film d'animation
- Mission : Noël (Arthur Christmas)
  - Happy Feet 2 (Happy Feet Two)
  - Kung Fu Panda 2
  - Rango
  - Winnie l'ourson (Winnie the Pooh)

### Meilleur film documentaire
- Le Projet Nim (Project Nim)
  - Buck
  - La Grotte des rêves perdus (Cave of Forgotten Dreams)
  - Into the Abyss
  - À la une du New York Times (Page One: Inside the New York Times)

### Body of Work
- Jessica Chastain